# Leskeaceae
Leskeaceae, porodica pravih mahovina u redu Hypnales.. na popisu je 21 rod.

## Rodovi
1. Claopodium (Lesq. & James) Renauld & Cardot
2. Fabronidium Müll. Hal.
3. Haplocladium (Müll. Hal.) Müll. Hal.
4. Hylocomiopsis Cardot, Ignatovia U.B. Deshmukh
5. Leptocladium Broth.
6. Leptopterigynandrum Müll. Hal.
7. Lescuraea Bruch & Schimp.
8. Leskea Hedw.
9. Leskeadelphus Herzog
10. Leskeella (Limpr.) Loeske
11. Lindbergia Kindb.
12. Mamillariella Laz.
13. Orthoamblystegium Dixon & Sakurai
14. Platylomella A. L. Andrews
15. Pseudoleskea Bruch & Schimp.
16. Pseudoleskeella Kindb.
17. Pseudoleskeopsis Broth.
18. Ptychodium Schimp.
19. Rigodiadelphus Dixon
20. Rozea Besch.
21. Schwetschkea Müll. Hal.